# Mariam av Vaspurakan
Mariam av Vaspurakan, född okänt år, död efter 1072, var Georgiens drottning som gift med kung Georg I av Georgien.  Hon var Georgiens regent som förmyndare för sin son Bagrat IV mellan 1027 och 1037. 